# 卡普塔伊烏帕齊拉
卡普塔伊是孟加拉國的一個烏帕齊拉，位於吉大港專區的蘭加馬蒂縣。該地有全國最大的人工大壩——卡普塔伊大壩、戈爾諾普利水電站等水利設施。

## 人口
卡普塔伊烏帕齊拉共有戶數12992戶。據2001年孟加拉國人口普查，該地共有人口66135人，其中男性佔比55.45%，女性44.55%；成年人口32352人。該地7歲以上人口之平均識字率為49.9%。